# Sérignan
Sérignan este o comună în departamentul Hérault din sudul Franței. În 2009 avea o populație de 6.631 de locuitori.

## Evoluția populației
| An        | 1975  | 1982  | 1990  | 1999  | 2006  | 2009  |
| --------- | ----- | ----- | ----- | ----- | ----- | ----- |
| Populație | 3.214 | 3.884 | 5.173 | 6.134 | 6.522 | 6.631 |